# Orzeszkowo (Środa Wielkopolska)
Pour les articles homonymes, voir Orzeszkowo.
Orzeszkowo (prononciation : [ɔʐɛʂˈkɔvɔ]) est un village polonais de la gmina de Dominowo dans le powiat de Środa Wielkopolska de la voïvodie de Grande-Pologne dans le centre-ouest de la Pologne.
Il se situe à environ 3 kilomètres à l'est de Dominowo (siège de la gmina), à 9 kilomètres au nord-est de Środa Wielkopolska (siège du powiat) et à 35 kilomètres à l'est de Poznań (capitale régionale).

## Histoire
De 1975 à 1998, le village faisait partie du territoire de la voïvodie de Poznań.

Depuis 1999, Orzeszkowo est situé dans la voïvodie de Grande-Pologne.